# Lily of the West
Lily of the West – folkowa piosenka zaaranżowana przez Boba Dylana, nagrana przez niego w czerwcu 1970 r. i wydana na albumie Dylan w listopadzie 1973 r. Znana także jako „Lily of the West (Flora)”.

## Historia i charakter utworu
Utwór ten został nagrany 5 czerwca 1970 r. w Columbia Studio E na 7 sesji do albumu New Morning. Oprócz niego nagrał Dylan wtedy jeszcze: „If Dogs Run Free”, „Sign on the Window”, „Winterlude”, „Father of Night”, „Went to See the Gypsy” i „The Man in Me (wszystkie te wersje zostały wydane na New Morning) oraz „Ah-Ooh! (instrumentalny), „I Forgot to Remember to Forget Her”.
Piosenka ta jest starą balladą, która przetrwała zarówno dzięki drukowi jak i formie ustnej. Należy do tzw. ballad drukowanych (ang. broadside; zob. ballada). Po przedostaniu się do USA stała się niezwykle popularna wśród piosenkarzy wykonujących tzw. ballady pokojowe (a tym samym i w rodzinnym muzykowaniu) oraz wśród drukujących ballady. W połowie XIX w. była tak popularna w stanie Kansas, że używano jej do parodiowania różnych spraw. Stała się także już folkowym dziedzictwem.
Ballada ta jest balladą o morderstwie w wyniku niewierności. Pod względem muzycznym jest podobna do „Lakes of Pontchartrain”, który to utwór był wielokrotnie wykonywany przez Dylana, z dużo lepszym skutkiem. Chociaż obecnie „Lily” jest niemal całkowicie utożsamiana w folkiem amerykańskiego zachodu, to folkloryści brytyjscy zebrali jej wcześniejsze wersje głównie z Devonshire, Yorkshire, ale i innych regionów Wielkiej Brytanii. Niektórzy z nich przypuszczają, że ballada ta jest pochodzenia irlandzkiego z co najmniej 1839 r., chociaż mogła mieć inną melodię. Inni znajdują początek istnienia tej ballady także w Irlandii, ale jeszcze w czasach Cromwella. Jedna z wersji rozpoczynała się „When first I came to Ireland...”.
Dylan nigdy nie wykonywał tej ballady na koncertach.

## Muzycy
Sesja siódma do New Morning
- Bob Dylan – gitara, harmonijka, wokal, pianino
- Al Kooper – gitara, pianino, wokal
- Charlie Daniels – gitara basowa
- Ron Cornelius – gitara
- Russ Kunkel – perkusja
- Hilda Harris – chórki
- Albertine Robinson – chórki
- Maeretha Stewart – chórki

## Wykonania przez innych artystów
- Joan Baez – Joan Baez, Volume 2 (1961)
- Bascom Lamar Lunsford – Music from South Turkey Creek (1976)
- The Chieftains – Long Black Veil (1995)
- Dan Milner – Irish Ballads and Songs of the Sea (1998)